# Johan Godfried van Ginkel

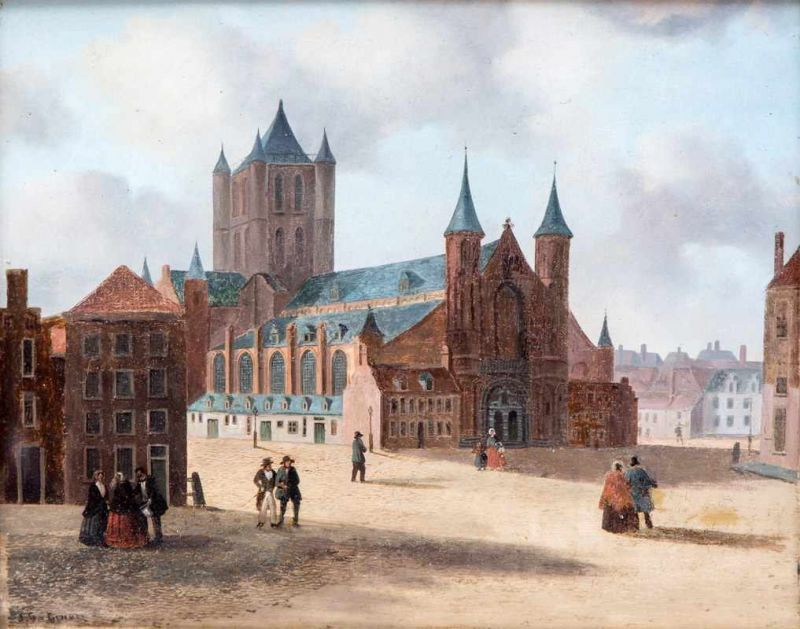
Ansicht von Delft

Johan Godfried van Ginkel (* 20. April 1827 in Utrecht; † 9. März 1863 in Amsterdam) war ein niederländischer Veduten- und Landschaftsmaler, Bruder von Anton Willem van Ginkel (1830–1853).
Van Ginkel lebte und arbeitete in Utrecht und ab 1860 in Amsterdam. Er war Schüler von Joannes van Liefland (1809–1861). Am liebsten wäre er Missionar geworden, verfasste religiöse Schriften. Er verdiente seinen Lebensunterhalt mit der Vedutenmalerei. Er starb im Alter von 36 Jahren. 